# Câmpu Cetăți
Câmpu Cetăți (węg. Vármező) – wieś w Rumunii, w okręgu Marusza, w gminie Eremitu. W 2011 roku liczyła 351 mieszkańców.